# VMware Workstation
VMware Workstation (Teil der VMware Desktop Hypervisors) ist eine Software des US-amerikanischen Unternehmens VMware (ab 2023 Teil von Broadcom) zur Virtualisierung von Computern bzw. Betriebssystemen. 
Das Ziel des Produktes ist es, eine oder mehrere vollwertige Desktop-Umgebungen mit anderen Betriebssystemen (sogenannte Gastsysteme) bereitzustellen. Man spricht auch von einer virtuellen Maschine, welche in der Software VMware Workstation Pro angelegt und betrieben werden kann. Damit kann z. B. ein fremdes Betriebssystem parallel zum Wirtsystem (bzw. Hostsystem – z. B. Windows) genutzt werden, wie z. B. Linux.

## Produkte und Namen
Eine Erweiterung der gewöhnlichen VMware Workstation ist die VMware Workstation Pro. Letzterer ist der Standardname des Produkts. Der VMware Workstation Player kann keine virtuellen Umgebungen erstellen, sondern nur abspielen.
Das Pendant zum Windows-Hypervisor VMware Workstation Pro ist der MacOS-Hypervisor VMware Fusion, welcher ebenfalls von VMware bzw. Broadcom angeboten wird.

## Beschreibung
Mit VMware Workstation kann unter den Betriebssystemen Linux und Windows sowie hierzu kompatiblen Systemen ein kompletter Prozessorarchitektur „IA-32“ (32-Bit-x86 „i386“ oder retronym x86-32), sowie 64-Bit-x86 „x64“ bzw. x86-64 virtualisiert werden. 
Auf diesen virtuellen Systemen können unterschiedliche Betriebssysteme wie Windows, Linux und andere installiert werden. Es bestehen aber Restriktionen, abhängig von den technischen Eigenschaften des zugrunde liegenden Betriebssystems. So kann z. B. eine mit Windows 2000 eingerichtete virtuelle Maschine, welche auf einem Rechner mit dem älteren Windows NT 4.0 läuft, dennoch nicht auf USB-Geräte zugreifen, obwohl VMware 5.5 den USB-Zugriff teilweise ermöglicht. In der Praxis findet man z. B. den umgekehrten Fall, Benutzer lassen ältere Betriebssysteme innerhalb einer virtuellen Maschine auf modernen Wirtssystemen laufen.

## Anforderungen
Spätestens seit Version 9 setzt die Workstation einen 64-Bit-Prozessor voraus.
Wie bei allen virtuellen Maschinen wird ein leistungsfähiger Host-Rechner oder Server mit genug Arbeitsspeicher erforderlich.

## Lizenz / Testversionen

### Freischaltcodes Version 6 und 7
Bei Einführung einer neuen Version wurde vom Hersteller bisher immer auch ein Freischaltcode für eine Testversion veröffentlicht. Dieser Code – bis Version 6 vier Gruppen von beliebigen Ziffern und Buchstaben, ab Version 7 fünf Gruppen – wechselt täglich, so dass das konkrete Programm, das mit dem Code vom Datum des Downloads freigeschaltet wurde, genau 30 Tage lang ausprobiert werden kann.

### Kostenlose Lizenz Version 17
Benutzer können die aktuellen (Version 17) Vollversionen von Workstation Pro und Fusion Pro nutzen, ohne einen Lizenzschlüssel kaufen zu müssen. Die Installationsprogramme von Workstation Pro und Fusion Pro enthalten jetzt standardmäßig eine kostenlose Lizenz für den persönlichen Gebrauch. Während Workstation Player und Fusion Player nicht mehr verkauft werden, werden sie weiterhin funktionieren und Produkt-Updates erhalten, bis die nächsten Hauptversionen veröffentlicht werden.

## Chronologie
Ende Oktober 2009 wurde die Version 7 veröffentlicht. Diese Version bietet u. a. Unterstützung für Windows 7 und verbesserte 3D-Unterstützung für Windows im Allgemeinen. Des Weiteren können damit beispielsweise vier Prozessoren bzw. Kerne den Gästen zugewiesen werden. Virtuelle Festplatten können mittels AES (256 Bit) verschlüsselt werden.
Die Version 8 erschien am 14. September 2011. Die wichtigste Änderung besteht neben erster rudimentärer Unterstützung für Windows 8 darin, dass die VMware Workstation virtuelle Maschinen freigeben kann, damit sie sich ferngesteuert von anderen Rechnern aus nutzen lassen. Voraussetzung dafür ist auf den Clients ebenfalls eine Workstation in der Version 8. Mit diesem Merkmal kann die Workstation Aufgaben übernehmen, für die bisher häufig der kostenlose VMware Server eingesetzt wurde.
Die Rolle als Client beschränkt sich nicht auf VMs, die von einer Workstation 8 freigegeben werden. Vielmehr kann man von der Workstation aus auch auf VMs zugreifen, die auf einem ESX(i)-Host bzw. unter vSphere laufen. Dabei unterstützt sie auch verschiedene Administrationsfunktionen, beispielsweise das Anlegen, Starten und Herunterfahren von VMs. Daher lässt sich die Workstation 8 für einige Aufgaben als Alternative zum vSphere Client heranziehen. Seit VMware Workstation 8 werden nur noch Hostrechner mit einem 64-Bit-x86-Prozessor unterstützt. Windows-Versionen bis Windows 7 bringen keine generellen USB-3.0-Treiber mit. Workstation 8 unterstützt USB-3.0-Ports, die auf NEC xHCI Chips und Treibern basieren. Nur mit NEC-basierenden USB-3.0-Ports ist bei Workstation 8 eine USB-3.0-Nutzung in einer Windows-VM möglich.
Am 23. August 2012 erschien die Version 9 des Produkts. Sie unterscheidet sich in der grundlegenden Unterstützung von Windows 8 und in der Funktion einer verschlüsselten Virtuellen Maschine, wobei die Eingabe des Passwortes für die Änderung der Einstellungen benötigt wird. Ein geändertes Web-Interface namens WSX ermöglicht Benutzern den Zugriff auf ihre freigegebenen virtuellen Maschinen über den Browser von beispielsweise einem Tablet, Smartphone oder PC. Des Weiteren ist der Upload und Download von vSphere bereitgestellten virtuellen Maschinen möglich. Außerdem können mit Windows-8-VMs alle USB-3.0-Ports des Hosts genutzt werden. Die Unterstützung von Intel VT-x/EPT oder AMD-V/RVI Erweiterungen wurde gegenüber der Vorgängerversion verbessert. Microsoft Hyper-V wurde in die Liste der Gastsysteme aufgenommen. Die Benutzeroberfläche wurde vollständig überarbeitet, um den Windows-Standards zu entsprechen.
In dem Jahr 2023 wurde VMWare von Broadcom übernommen. Die Produkte sind weiterhin auf der Website von VMWare verfügbar, der Download erfolgt jedoch bereits über die Server von Broadcom.
Ab dem 30. April 2024 gelten Workstation Player und Fusion Player als EOS (End of Sale) und können nicht mehr erworben werden. 
Die aktuelle (Stand 2025) Version der Workstation ist Version 17. Siehe auch die Infobox oben.

## Netzwerkkonfiguration
VMware Workstation bietet drei Möglichkeiten, die Netzwerkressourcen des Hosts zu nutzen. Je nach Anforderungen wird man eine dieser Möglichkeiten auswählen.

### Bridge
Hier benutzt der Gast die Netzwerkverbindung des Hosts mit einer eigenen IP in dessen lokalem Netz. Das kommt der Installation eines separaten Rechners gleich – auch von außen her gesehen.

### Netzwerkadressübersetzung
Der Gast bekommt eine IP in einem von VMware dafür eingerichteten privaten Netz, das sich vom physischen Netz des Hostrechners unterscheidet. Es kommt ein virtueller Netzwerkadapter zum Einsatz, den VMWare im Host einrichtet und mit einer weiteren IP des privaten Netzes konfiguriert; der Host wird auf Seite des Clients als Default-Gateway eingetragen. Via Netzwerkadressübersetzung (Network Address Translation) kann der Gast nun das Host-Netz erreichen. Ressourcen des Gasts, z. B. Windows-Freigaben, sind nur vom Host aus unter der privaten IP des Gasts erreichbar. Von außen her ist nur eine IP sichtbar; dass sich dahinter mehrere Systeme befinden, kann nur durch Analyse des Datenverkehrs erkannt werden.

### Host only
Auch hier richtet VMware ein privates Netz ein. Es werden jedoch keine Regeln definiert, die Datenpaketen des Gastes erlauben, dieses private Netz zu verlassen. Wenn zusätzliche Verbindungen gewünscht sind, müssen diese auf dem Host durch Routing (Forwarding) explizit hergestellt oder als Serverdienst (z. B. Proxy) realisiert werden. Diese Methode eignet sich vorzüglich, um einen dedizierten Server im lokalen Netz zu betreiben. Beispielsweise würde man für einen Terminalserver nur den Port für RDP freischalten. Damit wäre die Maschine für ihren eigentlichen Bestimmungszweck im Netz erreichbar, während z. B. Viren, die sich über andere Ports verbreiten, beim Host enden würden. Auch für private Zwecke eignet sich diese Methode, da damit verhindert werden kann, dass der Gast unerwünschte IP-Verbindungen (z. B. für Spamversand) aufbaut.
Anmerkung: Mehrere Gastsysteme können separate private Netze nutzen, die nur miteinander kommunizieren können, wenn es jeweils im Hostsystem explizit konfiguriert ist.

## Unterstützung von Hostsystemen
Hinweis: Siehe die aktuellen Versionshinweise für genaue, technische Details zu den Spezifikationen der Software.
| Betriebssystem             | Unterstützung durch VMware Workstation- Version                         |
| -------------------------- | ----------------------------------------------------------------------- |
| Windows Server 2016        | 12.5 und höher                                                          |
| Windows Server 2012 R2     | 10.0 und höher                                                          |
| Windows Server 2012        | 9.0 und höher                                                           |
| Windows Server 2008 R2 SP1 | 8.0 und höher                                                           |
| Windows Server 2008 R2     | 7.0 und höher                                                           |
| Windows Server 2008        | 6.0–10.0                                                                |
| Windows Server 2003 R2     | 6.0–10.0                                                                |
| Windows Server 2003        | 4.0 –10.0                                                               |
| Windows 10 1607 und höher  | 12.5 und höher                                                          |
| Windows 10 1507 und 1511   | 11.0 und höher                                                          |
| Windows 8.1                | 10.0 und höher                                                          |
| Windows 8                  | 9.0 und höher                                                           |
| Windows 7                  | 7.1–15.5                                                                |
| Windows Vista              | 6.0–10.0                                                                |
| Windows XP                 | 3.0–10.0                                                                |
| Windows 2000               | 2.0–6.5                                                                 |
| Windows NT 4.0             | 1.0–4.5                                                                 |
| Linux                      | Je nach Kernel, Distribution und Hardware-Konfiguration unterschiedlich |

## Ähnliche Produkte (Auswahl)
- Parallels Workstation und Parallels Desktop for Mac
- VirtualBox (Open Source, proprietäres Extension Pack)
- QEMU (Open Source)
- VMware Fusion für MacOS